# Оттер, Кристиан
Кристиан Оттер (также Кристиаан или Кристианус Оттерус; 1598, Рагнит — 9 августа 1660, Неймеген) — германский математик, архитектор и преподаватель (профессор).
Родился в Восточной Пруссии, образование получил сначала в университете Альбертина в Кёнигсберге, затем с 1627 по 1636 год изучал математику в Лейдене. После этого путешествовал по Европе (всего совершил четыре продолжительных путешествия) и в период с 1647 по 1658 год был придворным математиком у Фридриха Вильгельма, курфюрста Бранденбурга, для которого построил крепость Фридрихсбург. Впоследствии стал профессором математики в Университете Неймегена).
Он считается изобретателем так называемой «Голландской системы постройки крепостей», изобретение которой также приписывают польскому математику и инженеру Адаму Фрейтагу (пол. Adam Freytag). Главным предметом его научных занятий была разработка учения о конических сечениях; особенно много работал над изобретением механических способов построения этих линий. Изобрёл новый музыкальный инструмент, который назвал tuba harcotectonica и который продал датскому королю Кристиану IV.
Был похоронен на кладбище церкви Синт-Стевенс (нидерл. Grote of Sint-Stevenskerk) в Неймегене, его надгробие не сохранилось.